# Вилье (коммуна)
Вилье́ (фр. Williers) — коммуна во Франции, находится в регионе Шампань — Арденны. Департамент коммуны — Арденны. Входит в состав кантона Кариньян. Округ коммуны — Седан.
Код INSEE коммуны — 08501.
Коммуна расположена приблизительно в 240 км к северо-востоку от Парижа, в 105 км северо-восточнее Шалон-ан-Шампани, в 45 км к востоку от Шарлевиль-Мезьера.

## Население
Население коммуны на 2008 год составляло 41 человек.
| 1962 | 1968 | 1975 | 1982 | 1990 | 1999 | 2008 |
| ---- | ---- | ---- | ---- | ---- | ---- | ---- |
| 33   | 53   | 46   | 40   | 34   | 38   | 41   |

## Экономика

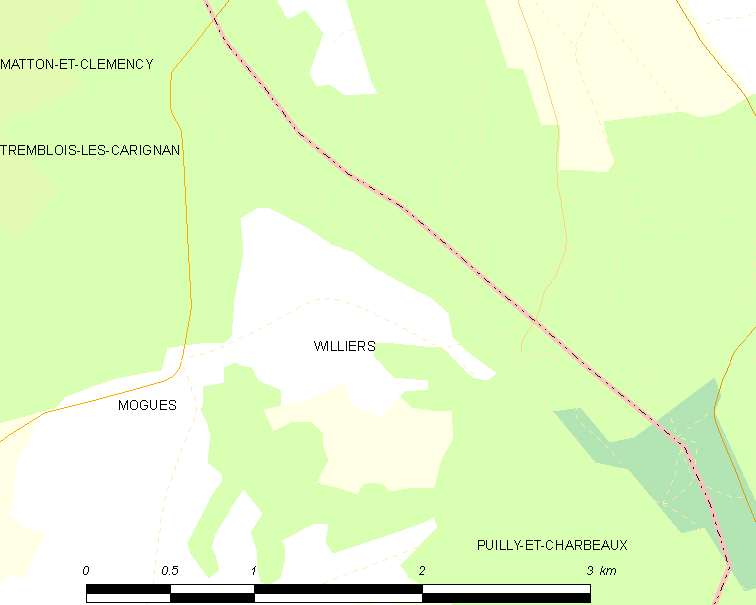
Карта коммуны

В 2007 году среди 24 человек в трудоспособном возрасте (15—64 лет) 17 были экономически активными, 7 — неактивными (показатель активности — 70,8 %, в 1999 году было 85,0 %). Из 17 активных работали 15 человек (8 мужчин и 7 женщин), безработных было 2 (1 мужчина и 1 женщина). Среди 7 неактивных 1 человек был учеником или студентом, 3 — пенсионерами, 3 были неактивными по другим причинам.

## Достопримечательности
- Оборонительная стена
- Часовня Св. Варфоломея (XVIII век)